# Sun Xiulan
Sun Xiulan (en chinois simplifié : 孙秀兰 ; chinois traditionnel : 孫秀蘭 ; pinyin : Sūn Xiùlán), née le 27 mars 1961, est une ancienne joueuse chinoise de handball. Elle a notamment remporté une médaille de bronze aux Jeux olympiques de 1984 à Los Angeles puis a terminé meilleure buteuse et a été élue dans l'équipe type des Jeux olympiques de 1988 à Séoul.

## Palmarès
- Jeux olympiques[2]
  -  Médaille de bronze aux Jeux olympiques de 1984 à Los Angeles
  - 6e place aux Jeux olympiques de 1988 à Séoul

- Championnats du monde

- Jeux asiatiques
  -  Médaille d'argent aux Jeux asiatiques de 1990 (en)[2],[1]

### Distinction personnelle
- meilleure buteuse des Jeux olympiques de 1988
- élue dans l'équipe type des Jeux olympiques de 1988
- nommée dans l'élection de la meilleure handballeuse mondiale de l'année 1988